# Бутч Кэссиди и Санденс Кид
«Бутч Кэ́ссиди и Са́ндэнс Кид» (англ. Butch Cassidy and the Sundance Kid) — американский кинофильм режиссёра Джорджа Роя Хилла 1969 года. Вошёл в историю Голливуда как самый кассовый вестерн. В честь героя фильма назван фестиваль независимого кино «Сандэнс».

## О фильме
«Бутч Кэссиди и Сандэнс Кид» — классический образец фильма в жанре «buddy film», главными героями которого традиционно выступают напарники-«кореша». Ньюман и Редфорд на протяжении долгого времени поддерживали приятельские отношения, и их взаимная симпатия очень заметна на киноэкране. Вместе они являются одной из самых запоминающихся пар в истории мирового кинематографа, а их следующая совместная работа, фильм-ограбление «Афера», была удостоена премии «Оскар» как лучший фильм года.
Фильм стал кульминацией кинокарьеры Ньюмана и в одночасье сделал Редфорда суперзвездой. Последний назвал в честь своего персонажа приобретённое на гонорар от фильма горное поместье, где впоследствии возник одноимённый горнолыжный курорт. Теперь там проходит основанный Редфордом американский фестиваль независимого кино «Сандэнс».

## Сюжет
Вступительные кадры, стилизованные под немое кино с помехами и потрескивающим кинопроектором, демонстрируют ограбление поезда бандой, нападение рейнджеров, убивших нескольких бандитов, и бегство главаря с напарником, и сопровождается текстом, сообщающим, что банда Кэссиди и Кида была уничтожена, а ведь одно время она правила Западом.
Фильм основан на реальных событиях из жизни Бутча Кэссиди (1866—1908) и Сандэнса Кида (1867—1908) — легендарных бандитов Дикого Запада, промышлявших нападением на банки и грузовые поезда. Бутч возглавляет «Дикую банду», он приветлив и разговорчив, старается решать конфликты мирным путём и выступает в качестве «мозгового центра». Сандэнс — преданный, надёжный и немногословный исполнитель хитроумных замыслов Бутча, он недоверчив и слывёт лучшим снайпером на Диком Западе.
1899 год, штат Вайоминг. В городке Бутч Кэссиди осматривает банк, ранее подвергшийся ограблению. В это время в баре Сандэнс Кид играет в карты. Один из двух проигравших игроков обвиняет его в шулерстве и уже готовится схватиться за револьвер. Подошедший Бутч старается сгладить обстановку. Игрок, узнав, с кем он играл, понимает, что бы было с ним, попытайся он выстрелить. Несмотря на это, он старается застрелить уходящего Кида в спину, но тот меткими выстрелами выбивает оружие и загоняет его в угол.
[Пересказывал глухой, которому перед этим пересказывал слепой. Хронометраж 8:44-8:50 из той версии, что видел я. Проигравший спрашивает "Кид, как ты стреляешь?" (несколько раз). Бутч, сгружавший в это время в карманы выигрыш, отскакивает с линии огня, Кид первым выстрелом отстреливает вопрошавшему кобуру с револьвером, потом остальными отфутболивает упавший револьвер в угол. Парочка уходит. Чем надо было смотреть, чтобы увидеть "попытку стрелять в спину", не представляю.]
Бутч и Сандэнс возвращаются с очередного «дельца» в своё логово — долину «Дырка в стене» в горах Биг-Хорн. Здесь им сообщают, что банда, в число которой входят «Ньюс» Карвер, любящий читать о банде в газетах, и «Плосконосый» Карри, выбрала нового главаря — Харви Логана, так как устала ждать Кэссиди. Бутчу предстоит выяснить отношения в схватке на ножах. Исход дела решается просто — Бутч ударяет своего соперника ногой в промежность и вырубает ударом в челюсть.
Бутч объявляет Сандэнсу, что грабить банки становится опасным занятием, и что они отныне сосредоточатся на грабежах грузовых поездов. Первым объектом грабежа становится поезд компании  Union Pacific Overland Flyer. Бутчу не удаётся убедить упёртого сотрудника Вудкока, работающего на мистера Херримана, открыть дверь в вагон-хранилище. Ньюс устанавливает динамит, дверь взрывается.
Шериф Бледсоу не в состоянии собрать погоню, так как все боятся банду и не собираются выделять лошадей и оружие, в то время как друзья-грабители в прекрасном расположении духа наблюдают за его потугами с веранды соседнего борделя, попивая пиво. Они узнают настоящие имена друг друга — Роберт Лерой Паркер и Гарри Лонгбау. Торговец рекламирует велосипед перед собравшейся толпой.
Кид пугает свою подругу Этту Плэйс, школьную учительницу, проникнув к той в спальню. Наставив на девушку револьвер, он говорит ей раздеться и распустить волосы. Этта сетует, что тот вновь не приехал вовремя, любовники страстно целуются. На рассвете Бутч катает Этту на велосипеде, играет весёлая музыка. Девушка говорит Кэссиди, что встреть она его раньше, они были бы вместе.
Во время ограбления второго поезда Вудкоку с рукой на перевязи приходится открыть вагон, так как бандиты грозятся убить вышедшую пассажирку, недовольную остановкой. Бандиты взрывают хранилище, подбирая разлетающиеся купюры. Внезапно из второго поезда, следующего за ограбленным, выскакивает группа рейнджеров, которые устремляются в погоню за бандитами и убивают двоих человек. Несмотря на все выдумки Бутча и весь опыт Сандэнса, им не удаётся оторваться от преследователей в течение нескольких дней. Друзья укрываются в борделе, Бутч развлекается с проституткой Агнес, но пронюхавшие нечистое рейнджеры вынуждают старика Слащавого сдать бандитов. Бутчу и Кэссиди удаётся скрыться на лошадях. Они замечают вдали огни погони и решают разделить рейнджеров. Бандиты приходят к общему другу шерифу Бледсоу с просьбой записать их в армию и отправить на войну с испанцами, тем самым, затаившись на время, но предложение также не увенчивается успехом. Для вида друзья связывают шерифа.
Чтобы наблюдать за передвижениями следопытов, они долго петляют и забираются далеко в скалы. Кид от напряжения случайно подстреливает гремучую змею. Он подозревает, что погоню возглавляет лорд Балтимор, чистокровный индеец и опытный следопыт. Создаётся впечатление, что преследователи не чувствуют усталости и голода. Удаётся узнать второго преследователя — законника Джо Лефорса, носящего белый скиммер. Кид отпускает последнюю лошадь. Оказавшись прижатыми к краю пропасти над стремниной, друзья должны сделать выбор — сдаться, драться, либо прыгнуть с обрыва, в горную реку. Сандэнс предпочитает попытать счастья в прямой стычке с преследователями, так как не хочет вновь попадать в тюрьму, к тому же он не умеет плавать, однако Бутч убеждает его с риском для жизни броситься вниз в надежде уцелеть и сплавиться вниз по течению. Так они уходят от преследователей.
Из чтения последней газеты выясняются имена рейнджеров — Джо Леффорс, Джефф Карр, Джеф Хайетт, Ти-Ти Келлихер и лорд Балтимор, от которых парочка бегала два дня. Выясняется, что лучших следопытов нанял мистер Херриман, глава  Union Pacifiс, поезд которого ограбила банда, для их убийства. После совещания с 26-летней Эттой троица принимает предложение Бутча переехать на время в Боливию — южноамериканскую страну, богатую серебром. Сандэнсу это предложение не по душе, но ему приходится уступить. Со словами «Будущее за тобой, вшивый велосипед!» Бутч отбрасывает средство передвижения. Трио уезжает на коляске.
Приключения беглецов по пути в страну демонстрируются в чёрно-белых картинках под заводную музыку. Опасения Сандэнса подтверждаются — в южном крае невыносимо знойно, но самое главное — бандиты не знают испанского. Кид встревожен условиями жизни и смотрит на страну с презрением. Хотя Этта пытается обучить их таким фразам как «Это ограбление», «Поднимите руки», «Всем встать к стене», «Давайте деньги», «Где сейф? Откройте», во время первого налёта на местный банк Бутчу приходится пользоваться шпаргалкой. Преступники загоняют четверых конных боливийских полицейских в засаду и обращают их в бегство выстрелами с деревьев. Во время второго ограбления, воспользовавшись приветливым характером сотрудника, которого посетила элегантно одетая Этта, Кид запирает того в хранилище. Ограбление следует за ограблением, и вскоре вся боливийская полиция занимается поисками банды «Los Bandidos Yanquis». Троица ведёт безбедную жизнь. Однажды в ресторане Бутч и Сандэнс замечают человека в белом скиммере, им мерещится, что по их следам идут те же самые преследователи, которые выжили их с Дикого Запада. В этих условиях они принимают решение завязать с грабежами и начать зарабатывать деньги честным путём.
Приятели устраиваются на работу к Перси Гаррису, удовлетворённому меткой стрельбой Кида, по охране кулей с жалованьем от местных уголовников, которое на муле доставляют из города в отдалённые шахтёрские деревушки. Гаррис забирает деньги из ранее ограбленного бандой банка. В скалах на них нападает шайка бандитов, которые убивают Гарриса, выступавшего проводником. Киду удаётся схватить мешки с серебром, с помощью которых друзья устраивают засаду на шестерых уголовников. Бутч выступает в качестве переводчика и признаётся Киду, что никогда ни в кого не стрелял. Кэссиди делает тщетную попытку решить вопрос бескровно, в завязавшейся перестрелке друзьям удаётся перестрелять банду на месте. Чем бы они ни занимались, за ними тянется кровавый след. Этта предлагает им купить ферму или ранчо, но оба считают это неблагодарным трудом, тем более ещё свежи воспоминания об угоне скота. Девушка понимает, что это не может продолжаться долго, и покидает напарников — она не хочет быть свидетельницей их неминуемой гибели. 
1908 год. Бандитский дуэт прибывает в местечко Сент-Винсент. Сын владельца ресторана доносит на посетителей капитану местной полиции, сообщив, что те прибыли на осле с рудника Алпока. Завязывается перестрелка. Кид метко снимает стрелка на крыше, напарники прячутся в доме. Бутч и Кид убивают ещё по одному полицейскому. Кэссиди, отдав револьвер напарнику, устремляется к лошадям. Сняв патронташ с седла, он пытается провести лошадей к напарнику, одна из них падает, сражённая пулей, другая сбегает. Сам Бутч оказывается ранен в спину. Кид, стреляя по-македонски, суммарно убивает ещё двенадцать человек, тринадцатому перед смертью удаётся ранить меткого стрелка. В городок прибывает армейское подкрепление из соседнего населённого пункта, солдаты занимают все точки обзора перед укрытием преступников.
Даже теперь, когда они обречены на гибель, друзья находят время для обмена шутками и размышляют о том, что, когда они выберутся из этой заварушки, им придётся перебраться в другую страну, например в Австралию, где говорят по-английски, где Кид сможет научиться плавать, где в достатке банков и женщин. Бутч удовлетворён тем, что среди нападавших нет Лефорса («Хорошо. А я думал, у нас неприятности»). С парой револьверов в руках они выбегают на улицу, храбро глядя в глаза смерти, сержант Рико трижды командут «Огонь!». Фильм заканчивается стоп-кадром, смерть Бутча Кэссиди и Сандэнса Кида не демонстрируется.

## В ролях
- Пол Ньюман — Бутч Кэссиди
- Роберт Редфорд — Сандэнс Кид
- Кэтрин Росс — Этта Плэйс, подруга Кида[5]
- Строзер Мартин — Перси Гаррис, боливийский торговец из США
- Чарльз Диркоп — Карри Плоский Нос
- Генри Джонс[англ.] — продавец велосипедов
- Джефф Кори — шериф Бледсоу
- Джордж Фёрт — Вудкок, сотрудник компании  Union Pacific Overland Flyer
- Клорис Личмен — Агнес, проститутка
- Тед Кэссиди — Харви Логан, член «Дикой Банды»
- Дон Кифер — пожарный
- Доннелли Роудс — Мейкон, карточный игрок, проигравшийся Санденсу
- Сэм Эллиотт — карточный игрок #2

## Награды и признание
- 1970 — четыре премии «Оскар»: лучший оригинальный сценарий (Уильям Голдман), лучшая операторская работа (Конрад Холл), лучшая оригинальная музыка (Берт Фримен Бакарак), лучшая оригинальная песня («Raindrops Keep Fallin’ on My Head», музыка Берт Фримен Бакарак, слова Хэл Дэвид); а также ещё три номинации: лучший фильм (Джон Форман), лучший режиссёр (Джордж Рой Хилл), лучший звук (Уильям Эдмондсон, Дэвид Докендорф).
- 1970 — премия «Золотой глобус» за лучшую оригинальную музыку (Берт Фримен Бакарак), а также три номинации: лучший фильм — драма, лучший сценарий (Уильям Голдман), лучшая оригинальная песня («Raindrops Keep Fallin’ on My Head», музыка Берт Бакарак, слова Хэл Дэвид).
- 1970 — премия «Грэмми» за лучшую оригинальную музыку к кинофильму или телешоу (Берт Фримен Бакарак).
- 1970 — премия Гильдии сценаристов США за лучшую оригинальную драму (Уильям Голдмен).
- 1970 — номинация на премию Гильдии режиссёров США за лучшую режиссуру — Художественный фильм (Джордж Рой Хилл).
- 1971 — девять премий BAFTA: лучший фильм, лучший режиссёр (Джордж Рой Хилл), лучший сценарий (Уильям Голдман), лучший актёр (Роберт Редфорд), лучшая актриса (Кэтрин Росс), лучшая операторская работа (Конрад Холл), лучший монтаж (Джон Говард, Ричард Мейер), премия имени Энтони Эсквита за музыку к фильму (Берт Бакарак), лучший саундтрек (Дон Холл, Уильям Эдмондсон, Дэвид Докендорф); а также номинация на премию лучшему актёру (Пол Ньюман).
- В 2003 году фильм был включён в Национальный реестр фильмов Библиотеки Конгресса США[6][7].
- Списки Американского института киноискусства:
  - 100 лучших фильмов — 50-е (1998) и 73-е (2007) места
  - 100 лучших остросюжетных фильмов — 54-е место
  - 100 лучших героев и злодеев — 20-е место (Бутч Кэссиди и Сандэнс Кид)
  - 100 лучших песен — 23-е место («Raindrops Keep Fallin’ on My Head»)
  - 10 лучших вестернов — 7-е место

- В спецвыпуске[англ.] Top Gear в Патагонии неоднократно появляются отсылки к фильму.